# Nora Uribe
Pour les articles homonymes, voir Uribe.
Nora Uribe, de son nom complet Nora Uribe Trujillo, est une femme politique vénézuélienne. Elle a été ministre de la Communication et de l'Information du Venezuela de 2002 à 2003, députée et plusieurs fois ambassadrice.

## Biographie
En 2002, soit deux ans après l'arrivée au pouvoir du président Hugo Chávez, elle est nommée ministre de la Communication et de l'Information du Venezuela. Elle accompagne fréquemment le président lorsqu'il anime son émission de télévision Aló Presidente, mais en août 2003, elle quitte son poste pour des raisons inconnues. Elle, aurait préféré un mandat de député tandis que le journal El Nacional précise que le président Hugo Chávez l'a renvoyée après que des problèmes techniques ont « ruiné » la retransmission de l'un de ses discours. Elle est remplacée par Jesse Chacón.
Elle sera ensuite plusieurs fois nommée ambassadrice de son pays, notamment au Salvador en juillet 2010, au Costa Rica où elle a été menacée de kidnapping et au Paraguay. 